# Острвица (Рудник)
44° 10′ 09″ N 20° 27′ 39″ E / 44.16917° С; 20.46083° И
Острвица  је узвишење у оквиру Рудничког масива које доминира селима Варнице, Заграђе, Драгољ и Трудељ у општини Горњи Милановац. Надморска висина врха је 758 метара. По пореклу, Острвица представља остатак разорене вулканске купе.
Због свог положаја и облика, Острвица је у средњем веку била значајна јер се на њој налазило војно утврђење, чији се остаци и данас могу видети на самом врху. Легенда каже да је утврђење подигла Проклета Јерина, која је умрла у оближњем Руднику.
Острвица је крајем маја 2009. проглашена за споменик природе.

## Галерија
- Поглед на Острвицу (десно) са Рудника
- Поглед на Острвицу из села Мутањ
- Почетак стазе
- Табла
- Стене
- Поглед са Острвице
- Остаци некадашњег града
- Поглед на врх
- Поглед на Острвицу из села Мутањ
- Поглед на Острвицу из села Мутањ